# Jaly Badiane
Jaly Badiane est une journaliste, consultante en communication, blogueuse, spécialiste genre et protection de l'enfant, militante sénégalaise des droits humains et de la participation citoyenne. Elle intervient  comme formatrice et conférencière sur des sujets liés à la protection en ligne, à l’égalité de genre et à la transparence des processus électoraux.

## Biographie
Jaly Badiane est journaliste, blogueuse, consultante en communication et formatrice active au sein de la société civile sénégalaise. Associée aux initiatives citoyennes, aux débats sur le numérique et la gouvernance au Sénégal, elle intervient dans les domaines de l’éducation aux médias sociaux, de la prévention des violences en ligne, de la protection des femmes et des enfants, ainsi que dans l’accompagnement de projets numériques visant à renforcer la participation citoyenne et la transparence électorale. Elle utilise les réseaux sociaux pour informer et sensibiliser les sénégalais.

## Engagement civique et activisme
Jaly Badiane est impliquée dans des initiatives de la société civile sur la gouvernance, la transparence électorale et les droits humains,. Présidente de l'association Wa Mbedemi qui œuvre pour l'autonomisation des femmes sénégalaises, elle prend une part active dans la campagne « Orangez le Monde » qui vise à lutter contre les violences basées sur le genre. Elle est active sur les projets de Civic-tech tel que « Sénégal Vote » qu'elle a co-fondé en 2019,,. 